# Ampelóna
Ampelóna är en ort i Grekland.   Den ligger i prefekturen Nomós Larísis och regionen Thessalien, i den centrala delen av landet, 230 km nordväst om huvudstaden Aten. Ampelóna ligger 73 meter över havet och antalet invånare är 5 961.
Terrängen runt Ampelóna är platt åt sydost, men åt nordväst är den kuperad.Runt Ampelóna är det tätbefolkat, med 947 invånare per kvadratkilometer. Närmaste större samhälle är Lárisa, 12,8 km söder om Ampelóna. Trakten runt Ampelóna består till största delen av jordbruksmark.